# Aloeides apicalis
Pointed Copper (Aloeides apicalis) là một bướm ngày thuộc họ Lycaenidae. Loài này có ở Nam Phi, từ West Cape và North Cape.
Sải cánh từ 23–27 mm đối với con đực và 25–30 mm đối với con cái. Cá thể trưởng thành mọc cánh từ tháng 9 tới tháng 5 thành nhiều đợt trong năm. Ấu trùng được kiến Monomorium fridae chú ý.